# Sojuz T-11
Sojuz T-11  è la denominazione di una missione della navicella spaziale Sojuz T verso la stazione spaziale sovietica Saljut 7 (DOS 6). Si trattò del cinquantesimo volo equipaggiato di questo velivolo spaziale, del settantaduesimo volo nell'ambito del programma Sojuz sovietico nonché dell'ottavo volo equipaggiato verso la predetta stazione spaziale – il sesto che riuscì effettivamente ad agganciarsi ed a visitare la predetta stazione spaziale a causa degli insuccessi delle precedenti missioni Sojuz T-8 e Sojuz T-10-1.

## Equipaggio
| Ruolo                  | Equipaggio al lancio                     | Equipaggio all'atterraggio             |
| ---------------------- | ---------------------------------------- | -------------------------------------- |
| Comandante             | Jurij Malyšev, Roscosmos Secondo volo    | Leonid Kizim, Roscosmos Secondo volo   |
| Ingegnere di volo      | Gennadij Strekalov, Roscosmos Terzo volo | Vladimir Solovëv, Roscosmos Primo volo |
| Cosmonauta Ricercatore | Rakesh Sharma, Intercosmos Primo volo    | Oleg At'kov, Roscosmos Primo volo      |

### Equipaggio di riserva
| Ruolo                  | Equipaggio                    | Equipaggio                    |
| ---------------------- | ----------------------------- | ----------------------------- |
| Comandante             | Anatolij Berezovoj, Roscosmos | Anatolij Berezovoj, Roscosmos |
| Ingegnere di volo      | Georgij Grečko, Roscosmos     | Georgij Grečko, Roscosmos     |
| Cosmonauta Ricercatore | Ravish Malhotra, Intercosmos  | Ravish Malhotra, Intercosmos  |

## Missione
Questa missione, svoltasi nel corso del programma Intercosmos, portò il primo cosmonauta di origini indiane nello spazio: Rakesh Sharma. La missione si svolse analogamente alle altre missioni del programma e pertanto venne dedicata particolare attenzione all'osservazione dallo spazio del paese d'origine del cosmonauta ospite, nonché diversi esperimenti con materiali e prodotti tipici, in questo caso dell'India. Dopo quasi otto giorni di missione – anche questo ormai più che solito per le missioni Intercosmos (infatti la visita degli ospiti era precedentemente stata programmata di una durata di circa 7 giorni e 21,5 ore – con una tolleranza di solo +/- un'ora!) – l'equipaggio fece ritorno a terra a bordo della Sojuz T-10 lasciando la loro navicella a disposizione dell'equipaggio base della stazione spaziale Saljut 7.

## Ulteriori dati di volo
- Atterraggio equipaggio originale: 11 aprile 1984 a bordo di Sojuz T-10 10:48 UTC 46 km ad est di Arqalyq, RSS di Kazakistan
- Durata per l'equipaggio originale: 7 giorni, 21 ore, 41 min
- Orbite terrestri per l'equipaggio originale: 126
- Denominazione Astronomica Internazionale: 1984-32

I parametri sopra elencati indicato i dati pubblicati immediatamente dopo il termine della fase di lancio. Le continue variazioni ed i cambi di traiettoria d'orbita sono dovute alle manovre di aggancio. Pertanto eventuali altre indicazioni risultanti da fonti diverse sono probabili ed attendibili in considerazione di quanto descritto.